# 美国国务院
美国国务院（直译：「美国国务部」，有时亦称），是美國聯邦政府負責外交事務的行政部门，等同於世界各國的外交部。
美国国务院是美国最龐大的政府機構之一，其行政首長为国务卿（Secretary of State，意即国务部长）。美国国务院总部设在美国首都华盛顿雾谷地區C街2201号的杜鲁门大楼，离白宫只有几个街区距离。因此「霧谷」（Foggy Bottom）有時也作為國務院的代稱。
美国国务卿是美国内阁中仅次于副总统後的閣员。如果总统无法有效行使总统权力能力或者意外死亡，按照美国总统继任顺序，国务卿排在第四位，即排在副总统、眾議院議長和參議院臨時議長之后。不過國務卿相當於分管外交的国务委员，不應被視為相当于總理，因為美國是總統制國家，總統身兼國家元首、政府首腦和三軍統帥。

## 历史
根据1787年在宾州费城起草并在1788年获得各州批准的美国宪法，美国总统负责外交事务。1789年7月21日，美国众参两院批准立法，成立第一个联邦外交机构——外交部（Department of Foreign Affairs），7月27日由华盛顿总统签字批准生效。1789年9月，美国又通过立法将该机构的名称改为国务院，讓該機構也處理聯邦各個政治實體之間的工作，并赋予其各种各样的国内事务。这些责职包括管理美国鑄幣局，掌管美国国玺，负责人口普查。后来，国务院的大多数国内事务最终转交19世纪建立起来的联邦各部和机构，但名稱保留至今。

## 职能
美國國務卿是美國總統外交政策的主要顧問，負責策定美國政府的所有外交政策。美國國務院同時也對於海外所有對美的所有權益進行策略評估，並研擬美國未來外交上的行動。另外，國務院會向美國總統提出各邦交國的關係，承認新國家政府等相關事宜提出建言，在國際場合上代表美國締結邦交、簽署協議條約。美国国务院为美国其他部门的商业活动提供支持，如商务部和美国国际开发署。同时，美国国务院也为美国公民和外国人来美参观和移民提供各种重要服务。根据规定，国务院负责所有外交活动，诸如：美国国外代表，对外援助项目，打击国际犯罪以及对外军事培训项目等。

## 机构设置
国务卿是国务院的最高行政長官，直接对美国总统负责。
國務院政治任命官员层次一般分為：美国國務卿（Secretary，美国行政等级第一级〔相当于部长级〕）、副國務卿（Deputy Secretary，行政等级第二级〔相当于常务副部长级〕）、國務次卿（Under Secretary，行政等级第三级〔相当于副部长级〕）、助理國務卿（助卿／Assistant Secretary，行政等级第四级〔相当于司局长级〕）。助卿级别以下还设置有首席副助理國務卿（首席副助卿／Principal Deputy Assistant Secretary，相当于副司局长级）、副助理國務卿（副助卿／Deputy Assistant Secretary，相当于副司局长级）等非政治任命的高级行政人员职务层次。
美国副國務卿為次於國務卿之官員，下轄各有專職的六位次卿。美國國務院政務次卿是第三重量級官員，是國務卿與副國務卿缺席或有事時之代理人。軍控与國際安全事務次卿扮演國務院在美國軍事體系中的協調角色。国务顾问（Counselor）是次卿级官员，是国务卿和副国务卿的特别顾问，对重大问题的外交政策提供建议。
管理与行政办公室
- 外交事务政策委员会
- 国立国务大学
- 富布赖特外国奖学金委员会
- 安全办公室
- 应急管理办公室
- 国务院警察
- 国立国务图书馆
- 国务统计办公室
- 国际事务办公室
- 美国国际开发署
- 国务院总监察长办公室
- 国家传统艺术理事会（英语：National Council for the Traditional Arts）
- 美国外交人员服务局（英语：United States Foreign Service）
- 通讯办公室
- 国务院总法律顾问办公室
- 管理和行政局
  - 首席财务官办公室
  - 首席信息官办公室
  - 首席信息安全官办公室
  - 首席技术官办公室
  - 首席采购官办公室
  - 首席运营官办公室
  - 首席人力资源官办公室
  - 首席人力资本官办公室

国务卿直屬机构
- 情報研究局（英语：Bureau of Intelligence and Research）
- 立法事務局（英语：Bureau of Legislative Affairs）
- 法律顧問室（英语：Legal Adviser of the Department of State）

管理副国务卿直屬机构
- 預算規劃局
- 執行秘書處（英语：Executive Secretariat）
- 禮賓處（英语：Chief of Protocol of the United States）
- 反恐协调员办公室（英语：Bureau of Counterterrorism and Countering Violent Extremism）
- 美國國務院顧問
- 全球愛滋病協調室（英语：United States Global AIDS Coordinator）
- 政策规划办公室

軍控与國際安全事務次卿直屬机构
- 履約核查執行局（英语：Bureau of Verification, Compliance, and Implementation）
- 國際安全与防止核武器擴散局（英语：Bureau of International Security and Nonproliferation）
- 政軍事務局（英语：Bureau of Political-Military Affairs）
  - 消除武器办公室

平民安全与民主人權次卿直屬机构
- 衝突與穩定行動局（英语：Bureau of Conflict and Stabilization Operations）
- 美国国务院反恐和反极端暴力局（英语：Bureau of Counterterrorism and Countering Violent Extremism）
- 民主人權勞工局（英语：Bureau of Democracy, Human Rights, and Labor）
- 國際毒品和執法事務局（英语：Bureau for International Narcotics and Law Enforcement Affairs）
- 人口暨難民移民局（英语：Bureau of Population, Refugees, and Migration）
- 全球刑事司法室（英语：Office of Global Criminal Justice）
- 人口販賣監控打擊室（英语：Office to Monitor and Combat Trafficking in Persons）

經濟發展与能源環境次卿直屬机构
- 經濟及商業事務局（英语：Bureau of Economic and Business Affairs）
- 能源資源局
- 海洋、國際環境及科學事務局（英语：Bureau of Oceans and International Environmental and Scientific Affairs）
- 首席经济学家办公室
- 科學與技術顧問室

管理国务次卿直屬机构
- 行政局（英语：Bureau of Administration）
- 领事事务局
  - 兒童議題室（英语：Office of Children's Issues）
  - 海外公民服务办公室
- 外交安全局
  - 外交安全处（英语：Diplomatic Security Service）
  - 外交代表团办公室（英语：Office of Foreign Missions）
    - 大使馆、领事馆、其他館處

  - 海外安全顾问委员会（英语：Bureau of Diplomatic Security）
- 人力資源局（英语：Bureau of Human Resources）
  - 家庭联络办公室
- 信息資源管理局（英语：Bureau of Information Resource Management）
- 驻外使领馆運作局（英语：Bureau of Overseas Buildings Operations）
- 資源管理局（英语：Bureau of Resource Management）
- 外交學院（英语：Foreign Service Institute）
- 政策管理与整编创新办公室

政務次卿直屬机构
- 東亞暨太平洋事務局
- 非洲事務局（英语：Bureau of African Affairs）
- 近東事務局（英语：Bureau of Near Eastern Affairs）
- 南亞和中亞事務局（英语：Bureau of South and Central Asian Affairs）
- 歐洲和歐亞事務局（英语：Bureau of European and Eurasian Affairs）
- 西半球事務局（英语：Bureau of Western Hemisphere Affairs）
- 國際組織事務局（英语：Bureau of International Organization Affairs）

公共外交和公共事務次卿直屬机构
- 教育文化局（英语：Bureau of Educational and Cultural Affairs）
- 網路培訓项目（英语：Internet Access and Training Program）
- 公共事務局（英语：Bureau of Public Affairs）
  - 美国国务院发言人
  - 歷史文獻辦公室
- 文化交流项目（英语：United States Cultural Exchange Programs）
- 公共外交、公共事务政策、规划和资源办公室

常駐外交代表和外交代表机构
- 美国驻非洲联盟代表团（英语：United States Mission to the African Union）
- 美国驻东南亚国家联盟代表团
- 美国驻阿拉伯国家联盟代表团
- 美国驻欧洲理事会代表团
- 美国驻维也纳国际组织代表团
- 美国驻欧洲联盟代表团
- 美国驻国际民用航空组织代表团
- 美国驻北大西洋公约组织代表团
- 美国驻经济合作与发展组织代表团
- 美国驻美洲国家组织代表团
- 美国驻欧洲安全与合作组织代表团（英语：United States Mission to the Organization for Security and Cooperation in Europe）
- 美国驻联合国代表团
- 美国驻罗马联合国机构代表团（英语：United States Mission to the UN Agencies in Rome）
- 美国驻联合国日内瓦办事处和其他国际组织代表团
- 美国驻联合国教育、科学及文化组织代表团
- 美国驻联合国环境规划署和联合国人居署代表团
- 美国駐各國大使館、總領事館及其他代表機構